# Frontul de vest (Al Doilea Război Mondial)
În timpul celei de-a doua conflagrații mondiale, frontul de vest a fost teatrul de război occidental dintre Germania nazistă pe de-o parte și Aliații occidentali – Regatul Unit, Statele Unite, A treia Republică Franceză, Canada, Polonia, Țările de Jos, Norvegia și alții.

## 1939 – 1940

### Războiul ciudat
Războiul ciudat  a fost faza de început a războiului marcată de câteva operațiuni militare în Europa continentală în lunile care au urmat invaziei germane în Polonia și au precedat bătălia pentru Franța. Deși superputerile europene au declarat război una celeilalte, nicio parte nu s-a implicat în lansarea unui atac de proporții, pe teren fiind doar câteva lupte de infanterie relativ puțin importante. În timp ce cea mai mare parte a armatei germane lupta în Polonia, o forță germană mult mai mică apăra Linia Siegfried, linia lor fortificată de-a lungul graniței franceze. De cealaltă parte a frontierei, pe Linia Maginot, trupele franceze și britanice erau plasate în fața germanilor, dar între cele două tabere au avut loc numai câteva lupte de hărțială. Royal Air Force a aruncat fluturași de propagandă deasupra orașelor germane, iar în Marea Britanie au debarcat soldați canadieni, în vreme ce de-a lungul frontului terestru se păstra o situație de calm relativ timp de șapte luni.
În goana lor de reînarmare, britanicii și francezii au început să cumpere cantități mari de arme și muniție de la producătorii americani, pentru  a-și suplimenta stocurile asigurate de propriile industrii militare. Statele Unite se declaraseră stat nonbeligerant, dar au contribuit la înarmarea Aliaților occidentali prin vânzări la prețuiri preferențiale. Eforturile germanilor de oprire a traficului transatlantic au dus la dezlănțuirea bătăliei Atlanticului.
În timp ce frontul de vest a rămas liniștit în aprilie 1940, luptele dintre Aliați și germani au izbucnit în nordul Europei în timpul campaniei din Norvegia, când germanii au declanșat Operațiunea Weserübung (invazia Danemarcei și Norvegiei). Aceaste conflicte au marcat sfârșitul Războiului ciudat.

### Bătălia Țărilor de Jos și Franței
În mai 1940, germanii au lansat invazia din Franța. Aliații occidentali – în primul rând Franța și Regatul Unit – au fost rapid înfrânți sub loviturile teribile ale blitzkriegului german. Dacă numeroși militari ai grupului expediționar britanic au fost repatriați de la  Dunkirk, armata franceză a capitulat, după ce înregistraseră 90.000 de morți și 200.000 de răniți. Luptele de-a lungul frontului de vest au încetat, iar germanii au început pregătirile pentru invadarea Regatului Unit – Operațiunea Leul de mare.

## 1941 – 1943
După înfrângerea Luftwaffe în Bătălia Angliei, invazia insulelor britanice a fost anulată. În vreme ce cele mai multe armate germane erau adunate pentru  declanșarea Operațiunii Barbarossa (invadarea URSS-ului), în vest a început construirea Zidului Atlanticului – un șir de construcții defensive de-a lungul coastelor franceze a Canalului Mânecii.

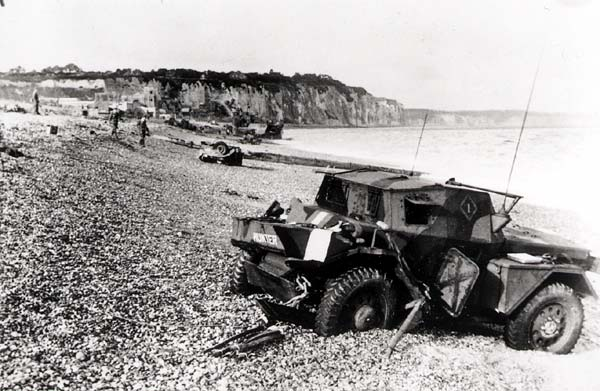
Plaja pietroasă și faleza de la Dieppe, imediat după raidul din 8 august 1942.

Datorită obstacolelor logistice uriașe pe care trebuia să le facă față o eventuală debarcare peste Canalul Mânecii, Aliații au hotărât să execute un atac de probă pe coasta franceză. Pe 19 august 1942, Aliații au declanșat raidul de la Dieppe. Cea mai mare parte a trupelor Aliate erau canadiene, cu câteva contingente americane și britanice. Raidul a fost un  dezastru, aproape două treimi din efectivele inițiale ale Aliaților fiind pierdute în luptă. În schimb au fost trase învățături importante care au fost folosite în pregătirea invaziilor  care au urmat.
Pentru aproape 2 ani, pe frontul de vest nu s-au dus lupte terestre, cu excepția atacurilor de comando sau a celor ale guerilelor mișcărilor de rezistență sprijinite de SOE și OSS. În schimb, în acest timp au luat amploare bombardamentele strategice executate de Armata a 8-a a aerului a SUA in timpul zilei și de RAF în timpul nopții.

## 1944 – 1945

### Normandia

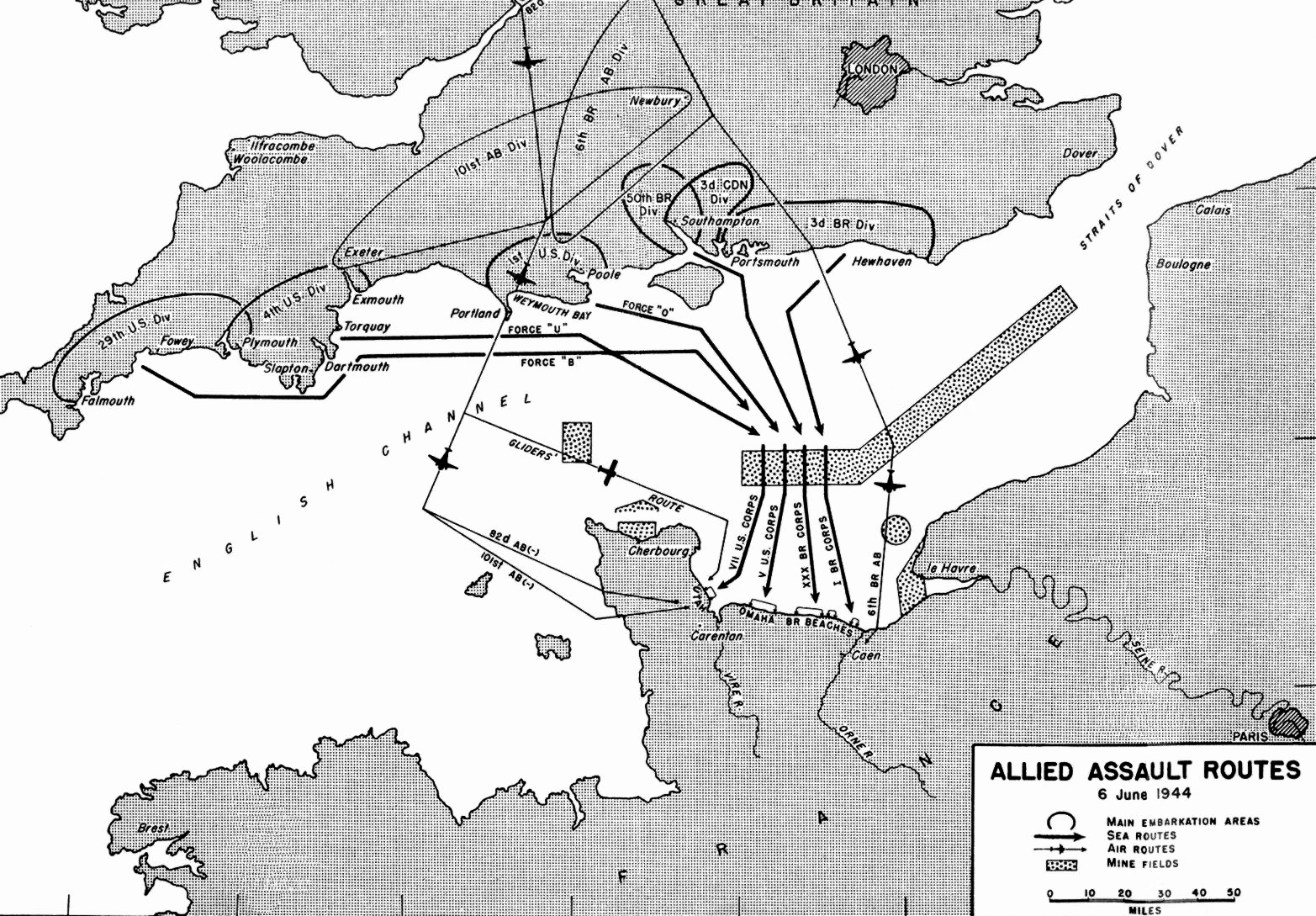
Rutele invaziei din Ziua Z

Pe 6 iunie 1944 (cunoscută și ca "Ziua-Z"), Aliații au început Operațiunea Overlord—mult-așteptata debarcare în Franța. Operațiunile de înșelare a germanilor i-a convins pe aceștia din urmă că debarcarea va avea loc la Pas-de-Calais, în vreme ce adevărata țintă era Normandia. După două luni de lupte în regiunile cu tufișuri, americanii au reușit ca prin operațiunea Cobra să străpungă linia germană de apărare la capul ei vestic. În scurtă vreme, Aliații eliberau Franța, reușind prima victorie răsunătoare în timpul încercuirii a 250.000 de germani din punga de la Falaise. La fel ca și pe frontul de răsărit, Hitler a refuzat deseori să permită efectuarea unor retrageri strategice până în ultima clipă, când era oricum prea târziu. Cam 100.000 de germani au reușit să scape din cursa prin Spărtura de la Falaise, dar au trebuit să-și abandoneze cea mai mare parte a echipamentului, iar restul de 150.000 au fost luați prizonieri.
În acest timp, în rândul Aliaților occidentali se duceau discuții aprige pe tema lățimii frontului de atac în Franța. Britanicii, care rupseseră frontul german în dreptul capului de pod de la Caen în timpul operațiunii Goodwood și înaintau în forță de-a lungul litoralului, erau în favoarea unui front îngust de atac. Dar, străpungerea americană din timpul Operațiunii Cobra la capătul de vest al frontului s-a transformat rapid într-un atac pe front larg. Cum comandatul suprem al întregii operațiuni era generalul american Eisenhower, stategia atacului pe un front larg a fost cea care a avut câștig de cauză.

### Eliberarea Parisului
Pe 15 august, pentru a ușura sarcina celor care luptau în Normandia, Aliații au lansat Operațiunea Dragon – invazia din sudul Franței dintre Toulon și Cannes.  După ce Aliații și-au consolidat rapid capul de pod și au eliberat sudul țării în două săptămâni, înaintarea lor a fost îngreunată de germanii regrupați, care ocupau poziții defensive în Munții Vosgi.
În acel moment, germanii trebuiau să facă față la trei grupări puternice Aliate. În nord – Grupul de armate al 21-lea britanic comandată de feldmareșalul  
Sir Bernard Montgomery, în centru – Grupul de armate al 12-lea american comandată de generalul Omar Bradley și sud – Grupul de aramte al 6-alea american comandat de generalul locotenent Jacob L. Devers. Toate aceste grupuri se aflau sub comanda Comandantului Aliat Suprem (american) Dwight D. Eisenhower cu sediul la SHAEF  (Supreme Headquarters, Allied Expeditionary Forces – Cartierul General Suprem al Forțelor Expediționare Aliate).
În condițiile atacurilor puternice atât în nordul cât și în sudul Franței, armata germană a fost nevoită să se retragă. Rezistența Franceză a organizat o insurecție generală și a eliberat Parisul pe 25 august, când generalul german Dietrich von Choltitz a capitulat, ignorând ordinele primite de la Hitler, care cereau apărarea cu orice preț a orașului și distrugerea lui totală.
Eliberarea nordului Franței și țărilor Beneluxului a avut o semnificație specială pentru londonezi și pentru locuitorii sudului Angliei, deoarece au fost capturate instalațiile de lansare a Vergeltungswaffen (armele de represalii) –  V-1 și V-2.
Germanii luaseră măsuri pentru distrugerea tuturor facilităților portuare mai înainte ca Aliații să poată pune mâna pe ele. În timpul în care Aliații înaintau în Franța, liniile lor de aprovizionare s-au lungit prea mult și au devenit foarte fragile. Așa-numitul Red Ball Express, (efortul de transport auto aliat), nu asigura capacitatea necesară de transport dintre front și facilitățile portuare din Normandia, în condițiile în care Aliații se pregăteau în septembrie pentru atacul împotriva frontierelor Germaniei.

### Market-Garden
Feldmareșalul britanic Montgomery a convins Înaltul Comandament Aliat să lanseze un atac foarte îndrăzneț, Operațiunea Market Garden (Piața de zarzavaturi), prin care Aliații încercau să atace în regiunea de pe malul vestic al râului  Rin și să formeze aici un cap de pod. Unități puternice de parașutiști urmau să decoleze din Anglia și să atace și cucerească podurile de peste principalele râurile din Țările de Jos ocupată de germani. Corpul al 30-lea de armată britanică trebuia să străpungă liniile inamice și să facă legătura cu parașutiștii. Dacă totul ar fi mers bine, Aliații ar fi cucerit intact portul din Antwerp și ar fi pătruns în Germania fără a mai întâmpina obstacole majore în calea lor. Corpul al 30-lea britanic a reușit să facă legătura cu șase dintre cele șapte poduri cucerite de parașutiști, dar nu a reușit să ajungă la cel mai îndepărtat dintre ele, cel de peste Rin de la Arnhem. Ca urmare, Divizia I-a britanică aeropurtată a fost distrusă de germani. Aceste evenimente au fost rezumate de generalul locotenent  Frederick Browning cu sintagma "un pod prea îndepărtat".  La sfârșitul ofensivei, podul de la Arnhem a rămas în mâinile germanilor, în schimb, englezii controlau o pungă largă de la granița belgiană până la zona dintre Nijmegen și Arnhem.

### Linia Siegfried și estul Franței
Luptele de pe frontul de vest au părut că se stabilizeaxă, iar înaintarea aliată a intrat într-un impas în fața liniei Siegfried (Zidul de vest) și în sud pe linia Rinului. Începând cu primele zile ale lunii septembrie, americanii au început lupte grele în  Pădurea Hurtgen pentru spargerea liniei defensive fortificate germane.
Portul Antwerp a fost eliberat pe 4 septembrie de Divizia blindată a 11-a britanică. Totuși, portul nu a putut fi folosit până când nu au fost eliminate toate pozițiie puternic fortificate din zona estuarului Scheldt, după lupte grele duse de canadieni și polonezi în timpul Operațiunii Switchback (bătălia de la Scheldt). Pentru curățarea zonei s-au dat lupte de durată pentru eliminarea ultimelor puncte de rezistență germană din peninsula care domina estuarul și din insula Walcheren.  După curățarea peninsulei care domina estuarul, Aliații și-au îmbunătățit în mod hotărâtor aprovizionarea trupelor prin nou cuceritul port Antwerp, care era incomparabil mai apropiat de front decât instalațiile imporvizate de pe plajele Normandiei.
În octombrie, americanii au decis că, în cazul orașului Aachen, nu se pot limita doar la un asediu prelungit, deoarece forțele germane de aici ar fi amenințat flancurile Armatei a 9-a americane. De aceea s-a hotărât luarea cu asalt al orașului. Cum Aachen era primul oraș important german care trebuia să facă fața atacului, Hitler a ordonat ca apărătorii să reziste cu orice preț. În bătălia de la Aachen care a urmat, după o luptă sângeroasă, orașul a fost cucerit, după ce din ambele tabere au căzut în luptă 5.000 de soldați și încă 5.600 de germani au fost luați prizonieri.
La sud de Ardeni, forțele americane au luptat din septembrie până la mijlocul lunii decembrie ca să-i expulzeze pe germani din Lorena în spatele liniei Siegfried. Traversarea râului Mosela și cucerirea fortăreței Metz s-a dovedit foarte dificilă pentru americanii care au trebuit să față luptătorilor germani, problemelor cu aprovizionarea și vremii nefavorabile. În timpul lunilor septembrie și octombrie, Armata a 7-a americană și Armata I franceză au dus o campanie foarte grea în Munții Vosgi, datorită dârzeniei cu care au luptat germanii. Până în cele din urmă, frontul german a cedat în fața presiunilor inamice, Aliații reușind să elibereze orașele Belfort, Mulhouse și Strasbourg, mutând frontul pe râul Rin. Germanii au reușit să păstrreze un cap de pod important în dreptul orașului Colmar.

### Bătălia din Ardeni

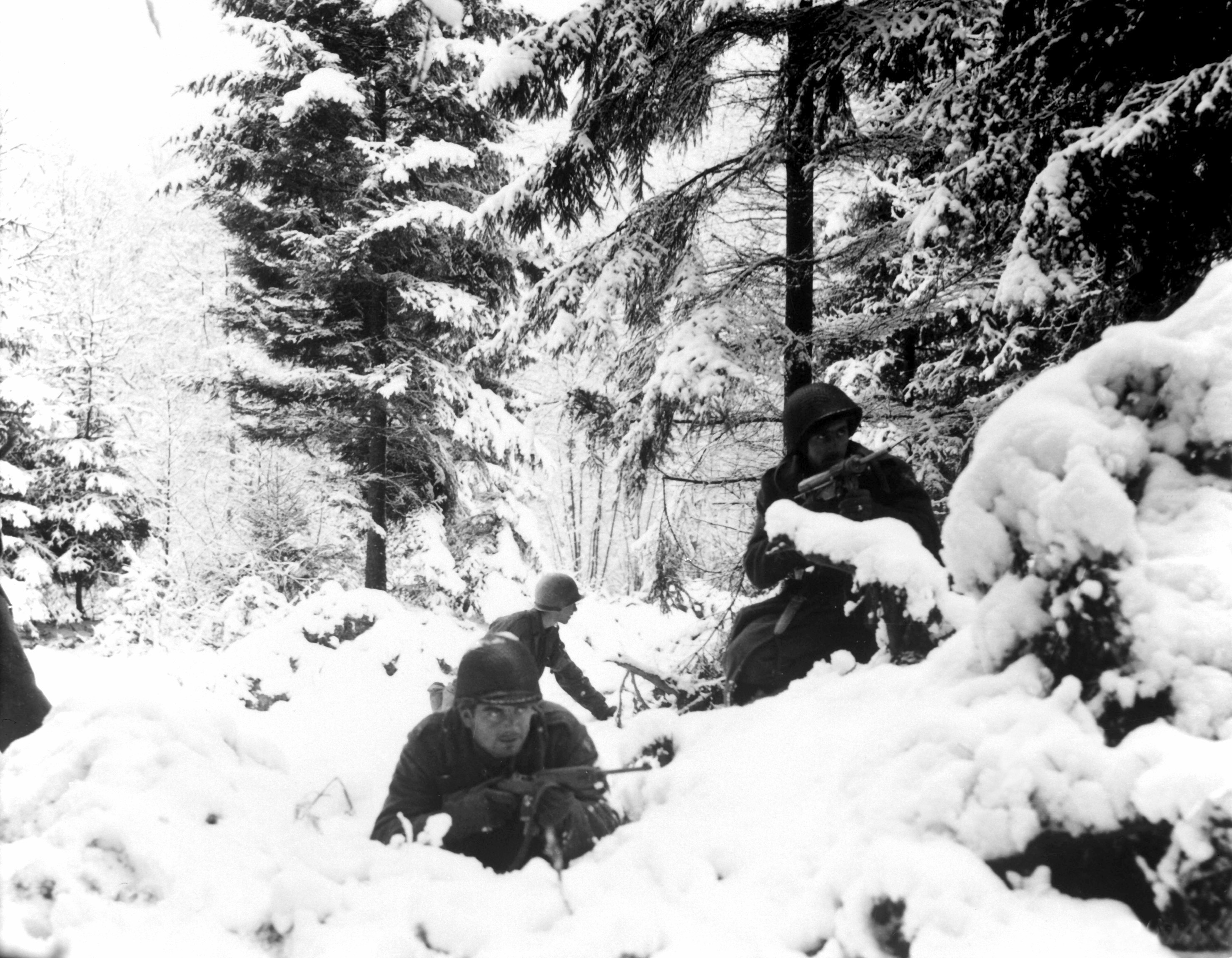
Soldați americani în poziții defensive în Ardeni în timpul bătăliei de la Bulge.

Germanii au pregătit un contraatac masiv în vest încă din momentul în care Aliații au debarcat în Normandia. Planul numit "Wacht am Rhein (Atentie la Rin)" era să atace prin Ardeni și să continue spre nord. Atacul a început pe 16 decembrie cu ceea ce a fost cunoscut ca Bătălia Intrindului. Aramta I americană apăra pozițiile Aliate din Ardeni. După un succes inițial, favorizat și de condițiile meteo care împiedica intervenția aviației aliate în luptă, când avangarda germană a ajuns aproape de malurile râului Meuse, germanii au fost respinși până în cele din urmă pe pozițiile de plecare până în ianuarie 1945.

### Bătălia pentru Alsacia
Germanii au lansat o altă ofensivă de mai mică amploare (Nordwind) în Alsacia în prima zi a anului 1945. Operatiunea avea ca obiectiv recucerirea Strasbourgului. Atacul a vizat pozițiile Grupului de armate al 6-lea american, care avea liniile mult întinse după criza din Ardeni. Americanii au reușit cu multe sacrificii, după patru săptămâni de lupte, să-i respingă pe germani. Contraatacul american a asigurat alungarea germanilor pe pozițiile de plecare și eliminarea capului de pod de la Colmar.

### Invadarea Germaniei
Mișcarea de învăluire executată de Armata I candiană, în timpul căreia aliații trebuiau să înainteze din regiunea Nijmegen (Țările de Jos), și de Armata a 9-a americană, care trebuia să traverseze râul Rur (Roer), era planificată să fie declanșată pe 8 februarie 1945, dar a fost amânată două săptămâni, după ce germanii au distrus barajele și au inundat valea râului. În cele două săptămâni câtă vreme zona a fost inundată, Hitler nu le-a permis trupelor de sub conducerea feldmareșalului Gerd von Rundstedt să se retragă pe poziții defensive mai puternice la est de Rin, obligându-l pe acesta din urmă să accepte o luptă fără sorți de izbândă.
După îndreptarea vremii și retragerea apelor, americanii au traversat Rurul (Roerul) pe 23 februarie, în condițiile în care și alte unități aliate se apropiau de malul vestic al Rhinului. Diviziile lui von Rundstedt, dinte care cele mai multe fuseseră obligate de Hitler să rămână pe pozițiile de la vest de valea râului Rin, au fost fragmentate de atacul aliat, cam 290.000 dintre germani fiind luați prizonieri.
Traversarea râului Rin a fost executată în patru puncte: primul a fost determinat de faptul că germanii au eșuat în încercarea de distrugere a podului Ludendorff de la Remagen, (șansă exploatată imediat de americani), alte două au fost operațiuni de forțare a râului cu grijă plănuite iar un al patrulea punct a fost rodul unui atac rapid, care a valorificat condițiile locale favorabile.
- Generalul Omar Bradley și forțele din subordinea sa au urmărit cu vigoare trupele germane în dezintegrare și au cucerit podul Ludendorff de peste râul Rin de la Remagen. Americanii au exploatat rapid această șansă și au traversat podul pe 7 martie și au extins capul de pod, securizând podul pentru armatele aliate.
- În nord, englezii au traversat Rinul la Rees și Wesel în nopatea de 23 martie. Forțarea cursului de apă a inclus cea mai mare operațiune aeropurtată din istorie. În punctul ales de englezi, albia râului era de două ori mai lat și cu un debit mult mai mare decât în zona aleasă de americani, iar traversarea a fost cu mult mai multă atenție pregătită decât cea a americanilor.
- În zona de acțiunea a Armatei a 6-a americană, Rinul a fost forțat în zona dintre Mannheim și Worms pe 26 martie.  O traversare de mai mică amploare a avut loc la Speyer, unde a participat Armata I franceză.
- Bradley i-a ordonat generalului Patton, care lupta în regiunea Palatinat în fruntea Armatei a 3-a americane, să "cucerească Rinul din mers". În noaptea de 22 martie, americanii au atacat pe neșteptate și au traversat râul la Oppenheim.

Odată ce Aliații au traversat Rhinul, britanicii s-au îndreptat spre nord-est spre Hamburg, au traversat râul Elba și s-au îndreptat spre Danemarca și Marea Baltică. Armata a 9-a americană, care s-a aflat sub comandă britanică de la bătălia de la Bulge, s-a îndreptat spre sud, formând flancul nordic al încercuirii Ruhrului. Parașutiștii britanici și canadieni au intrat în orașul baltic Wismar pe 2 mai, cu puțin înaintea sovieticilor. .
Armata I a Grupului de armate al 12-lea america s-a îndreptat spre nord, ca flacul de sud al încercuirii Ruhrului. Pe 4 aprilie, încercuirea Ruhrului era completă. Grupul de Armate B german comandat de feldmareșalul Walther Model a fost încercuit într-o mare pungă, 300.000 de soldați predându-se în mâinile americanilor. Prima și a 9-a armate americane s-au îndreptat mai apoi spre est și au atins cursul râului Elba la mijlocul lunii aprilie. În timpul acestei înaintări, orașe precum Frankfurt am Main, Kassel, Magdeburg, Halle și Leipzig au fost apărate cu dârzenie de garnizoane formate ad hoc din trupe regulate, unități Flak, Volkssturm și auxiliari înarmați ai Partidului Nazist. Generalii Eisenhower și Bradley au considerat că înaintarea către răsărit nu-și mai are sensul, de timp ce înțelegerile politice dintre Cei trei mari stabiliseră că răsăritul Germaniei urma să fie ocupat de Armata Roșie. Cele două armate americane s-au oprit de-a lungul râurilor Elba și Mulde, făcând joncțiunea cu forțele sovietice pe râul Elba la sfârșitul lunii aprilie. Armata a 3-a americană și-a schimbat direcția de atac spre Cehoslovacia și spre sud-est în Bavaria și nordul Austriei. Până la sfârșitul războiului, Grupul de armate al 12-lea american, format din patru armate (prima, a trei, a noua și a cincisprezecea) număra peste 1,3 milioane de oameni.

### Victoria Aliaților în Europa
Grupul de armate al 6-lea american și-a îndreptat atacul spre sud-vest, ocolind prin est Elveția, și a intrat în Bavaria, Austria și nordul Italiei. Munții Pădurea Neagră și Baden au fost cucerite de Armata I franceză. În orașe ca Heilbronn , Nürnberg și München germanii au opus o rezistență mai serioasă, dar au fost înfrânți în câteva zile. Subunități ale Diviziei a 3-a de infanterie americană au fost primele trupe aliate care au ajuns la Berchtesgaden și reședința lui Hitler de la Berghof. Grupul de Armate G s-a predat americanilor la Haar, în Bavaria, pe 5 mai 1945. Feldmareșalul  Montgomery a primit capitularea tuturor trupelor germane din Țările de Jos, Germania de nord-vest și Danemarca la Lüneburg Heath, o regiune dintre orașele Hamburg, Hanovra și Bremen pe 4 mai 1945. Cum comandantul operațional al unora dintre aceste forțe era amiralul Karl Dönitz, noul Reichspräsident al celui de-al treilea Reich semna practic sfârșitul celui de-al doilea război mondial în Europa.
Pe 7 mai, la Cartierul său General din Rheims, Eisenhower a primit capitularea necondiționată a forțelor germane în fața Aliaților din partea Șefului Marelui Stat Major German, generalul Alfred Jodl. Documentele de capitulare au fost semnate la ora 2:41. Generalul Franz Böhme a anunțat capitularea necondiționată a germanilor din Norvegia. Toate operațiunile militare au încetat la ora 23:01 OEC a zilei de 8 mai.

### Analiză critică
În vreme ce capitularea necondiționată a Germaniei a reprezentat un succes aliat răsunător, drumul spre acest rezultat a fost influențat de deciziile strategice ale ambelor părți. Privită în retrospectivă, este clar că anumiți factori și alegeri au afectat în mod puternic ritmul și cursul campaniei.
- Manevrele diversioniste ale Aliaților pentru ascunderea adevăratei zile Z a debarcării din Normandia au fost încununate de succes, majoritatea comandanților germani fiind convinși că debarcarea urma să aibă loc la Calais.  Germanii au subestimat disponibilitatea Aliaților pentru manevre îndrăznețe amfibii și aeriene pe rute mult mai lungi decât drumul peste Marea Mânecii. În vreme ce Aliații au planificat meticulos debarcarea, ei nu au reușit să cucerească rapid teritorii întinse mai departe de plaje [1], ceea ce a dus la defensiva foarte eficientă din zona acoperită de tufișuri (bocage), folosită ca un obstacol natural extrem de folositor apărării. Aliaților le-au trebuit două luni pentru a curăța această zonă, cu uriașe costuri umane.[2]  Istoricii au mai afirmat că armata SUA ar fi trebuit să debarce la capătul de est al plajelor Normandiei și să formeze aripa nordică a forțelor Aliate din nord-vestul Europei.[3][4]  Argunentrul principal în sprijinul acestei teorii este acela că mobilitatea forțelor americane putea fi folosită mai bine în teren mai deschis și pe o rută mai scurtă spre Berlin, pe care o oferea drumul nordic. În practică, ordinea de debarcare a fost determinată nu de argumentele de mai sus, ci de locațiile în care erau cazate trupele în Anglia și deci de cele mai scurte rute spre porturile de îmbarcare.
- În vreme ce germanii aveau motive să se îndoiască uneori de competența militară a Aliaților,[5] este evident că germanii au subestimat în permanență în mod nejustificat priceperea comandanților Aliați. În cazul cel mai grav, acest prost obicei al subestimării inamicilor a dus la respingerea oricărei presupuneri conform căreia Aliații ar fi reușit să spargă cifrul militar german, vestitul cod Enigma. Capacitatea de descifrarea a comunicațiilor germane a fost marea realizare strategică a Aliaților. Deși pare mai puțin importantă, subestimarea pregătirii militare a trupelor aliate a dus la înfrângeri ocazionale dure a unor unități germane mult prea încrezătoare în forțele lor.[6][7]
- Mărimea și calitatea efectivelor implicate în lupte a afectat profund cursul campaniei. Succesul germanilor care au format o linie defensivă viabilă ("Miracolul din vest") după dezastrul forțelor din Normandia care apărau Zidul Atlanticului s-a datorat în cea mai mare parte așa-numitei Ersatzheer (armată de înlocuire), care a deplasat rapid un mare număr de soldați noi în zonele cele mai primejduite. Soldații neexperimentați erau dublați de cadre cu mare experiență de luptă, care au transformat rapid rezervele în unități  combatante suficient de competente pentru a-și apăra pozițiile lor fortificate. Aliații au luat un mare număr de prizonieri în timpul înaintării lor din Normandia spre granițele Reichului, dar au subestimat capacitatea germanilor de reconstituire a forțelor lor în ciuda condițiilor foarte dezavantajoase.[8]  Aliații au subestimat grav și posibelele pierderi pe care aveau să le sufere infanteriștii în campania din Europa nord-vestică, deplasând în zonă un număr insuficiet de divizii. Criza de soldați britanici a devenit la un moment dat așa de gravă, încât două divizii de infanterie au trebuit să fie desființate, în vreme ce americanii au trebuit să mute personal din unitățile logistice și cele de aviație pentru a aduce unitățile de pușcași la puterea nominală.[9][10]  Crizele de efective americane au fost agravate de tendința de a ataca fără a ține seama de consecințe,[11] un obicei care a fost evident în special în lunile de lupte din Pădurea Hurtgen.[12][13]  Crizele logistice aliate care au dominat operațiunile militare din septembrie până în decembrie au avut un efect vătămător asupra limitării numărului de divizii din Anglia care au putut fi transportate pe continent pentru întărirea frontului, deoarece Aliații nu puteau să aprovizioneze decât un număr limitat de divizii la est de râul Sena. După ce au depășit aceste crize logistice, americanii au transferat pe frontul european efective din Pacific, dându-și seama că era nevoie de mai mulți oameni pentru a câștiga războiul pe Vechiul Continent.
- În ciuda faptului că germanii au realizat o mare surpriză strategică prin ofensiva din Ardeni, diviziile Panzer care au fost reconstituite cu mari eforturi puteau fi folosite cu mai multă eficiență la apărarea Liniei Siegfried și a regiunii Rhineland, ori poate în apărarea Berlinului împotriva Armatei Roșii.[14]  Atacul german din Ardeni a dus la pierderea a mulți oameni și a unor materiale imposibil de înlocuit. Germanii au repetat încercarea de atac în ianuarie, dar, de această dată, aliații își luaseră toate măsurile de precauție.
- Aliații au făcut erori serioase și și-au folosit în mod cel puțin discutabil forțele în mai multe cazuri în timpul operațiunilor din 1944-1945.

- În timpul ieșirii din Normandia din august, americanii mutat două divizii de blindate în Brittany, deși aceste tancuri erau mult mai necesare urmăririi germanilor în retragere. Pentru capturarea portului Brest, americanii au luptat o întreagă lună, dar s-a dovedit o operațiune lipsită de un folos imediat, de vreme ce germanii au distrus toate facilitățile portuare mai înainte de a ceda orașul.

- De teamă ca nu cumva cele două aripi ale forțelor lor care efectuau o manevră de învăluire să se ciocnească și să se stânjenească reciproc, Aliații nu au reușit să închidă definitiv Punga de la Falaise în august, ceea ce a permis germanilor să scape din încercuire pe un drum spre est. Deși în timpul acestei operațiuni din zona Falaise au fost luați mulți prizonieri germani, comandanții experimentați naziști au reușit să părăsească încercuirea cu un număr de militari din subordine și au fost capabili să reconstituie un front viabil de-a lungul Liniei Siegfried.

- Deși forțele britanice au organizat un atac stălucit în nordul Franței care a dus la eliberarea  Antwerp la începutul lunii septembrie, ei nu au reușit să curețe de forțele germane malurile Estuarului Scheldt.  Germanii și-au dat rapid seama de importanța estuarului și au plasat aici trupe care au rezistat îndelung.  Eșecul aliaților în tentativa de curățare rapidă a malurilor estuarului de trupele inamice a dus la imposibilitatea folosirii portului Antwerp până pe 28 noiembrie, ceea ce a contribuit la lungirea crizei logistice aliate și la încetinirea ofensivei antigermane pentru mai multe luni. Operațiunea  Market-Garden a fost un eșec dublu, adică resursele folosite pentru ea ar fi fost mult mai bine folosite la curățarea Estuarului Scheldt în loc de cucerirea unei pungi care nu a făcut altceva decât să extindă mult prea mult liniile aliate care erau și așa suprasolicitate.

- În ciuda unei lipse acute de infanteriști, operațiile aliate din fața Liniei Siegfried, în special în aria de competență a Armatei I americane, au fost caracterizate prin atacuri frontale sângeroase.  Încăpățânarea și proasta înțelegere a situație tactice i-a oprit pe americani să abandoneze operațiunile sortite eșecului din capul locului, așa cum a fost cazul a cinci divizii de infanterie împotmolite în luptele din Pădurea Huertgen, care au abandonat atacul doar în decembrie, când germanii au declanșat atacul din Ardeni. Concentrarea de luptători aliați din regiunea Pădurea Huertgen-Aachen s-a făcut în dauna forțelor dispuse în zona Ardenilor, care au trebuit să facă față ofensivei a 28 de divizii germane.

- Când, în noiembrie, Aliații au obținut un mare succes în zona de atac a Grupului al 6-lea de armate, generalul Eisenhower a refuzat să sprijine atacul în regiune, chiar mai mult, a interzis comandanților lui din sudul frontului să încerce să forțeze Rinul în dreptul Strasbourgului, în ciuda faptului că defensiva germană era distrusă.  Această lipsă de curaj operațional  era rezultatul deciziei greșite a lui Eisenhower de purtare a unor ofensive pe un front larg cu obiective limitate, deși Aliaților le lipseau efectivele necesare și ar fi fost mai eficient să se concentreze pe ofensive pe fronturi mici, care să ducă la străpungeri ale frontului inamic.

- După traversarea Rinului, forțele aliate au fost destinate unor obiective alese greșit  , au fost lipsite de o conducere fermă din partea eșaloanelor politice de vârf, și, într-o anumită măsură, au fost împidicate să obțină succese mai rapide datorită unei supraaprecieri a capacităților germanilor.  Când  trupele americane au atins malurile Elbei la mijlocul lunii aprilie, generalul  Eisenhower a hotărât în mod unilateral că Berlinul nu mai reprezintă o prioritate militară pentru americani și a ordonat trupelor din subordinea lui să se oprească de-a lungul râurilor Elba și Mulde. De aceea, avangarda americană a fost practic imobilizată în vreme ce pe celălalt mal războiul a mai continuat cu furie încă trei săptămâni. Simultan, generalul Bradley a considerat că germanii prinși în capcana din Punga Rurului sunt o amenințare mult prea mare pentru Aliați și a ales să elimine concentrarea inamică, transferâd trupe pentru eliminarea acestei concentrări în loc să-și întărească frontul de-a lungul râului Elba.  Ca urmare a deciziei lui Eisenhower, Grupul de armate al 21-lea britanic  și-a schimbat direcția de atac spre portul Hamburg din nord-est, în loc să forțeze spre est pe direcția Berlinului. Aliații s-au dovedit neobișnuit de creduli față de propaganda germană care pretindea că în zona muntoasă a Bavariei și Austriei ar fi existat o "redută națională".  Temându-se de un atac de proporții din partea naziștilor din așa-zisa redută, generalul Eisenhower a ordonat la numai puțin de trei armate să curețe sudul Germaniei, în vreme ce cele mai importante grupări neziste se aflau în răsărit, nu în sud. Din fericire pentru Aliați, armatele germane nu erau capabile în aprilie 1945 să exploateze aceste judecăți greșite.

De aceea, deși Aliații au reușit să câștige o mare victorie, este clar că ei au executat o campanie plină de erori și că aceasta a permis inamicilor lor să prelungească în mod nepermis rezistența.